# 貝洛澤姆山
62°38′08″S 60°20′52″W / 62.63556°S 60.34778°W

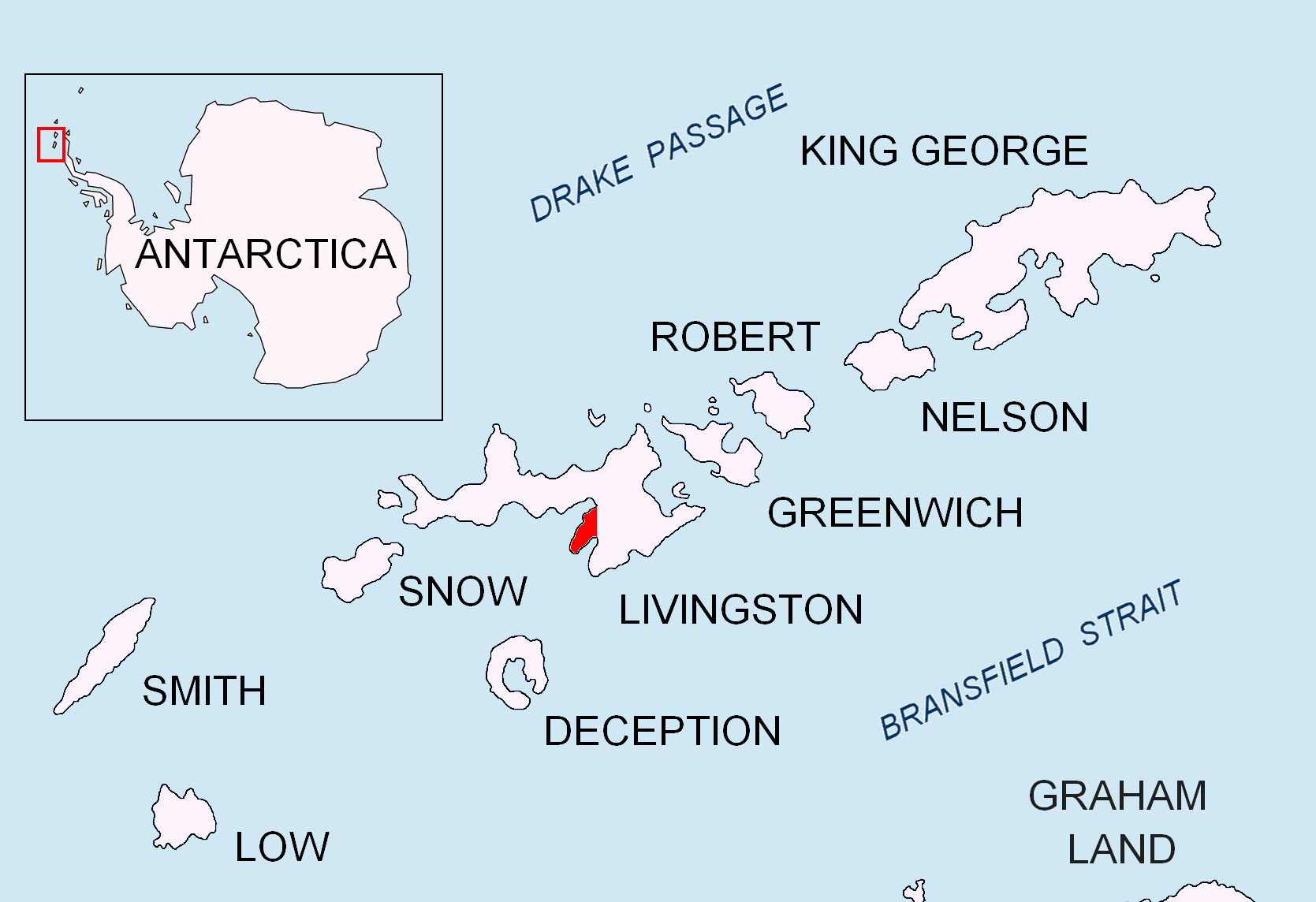

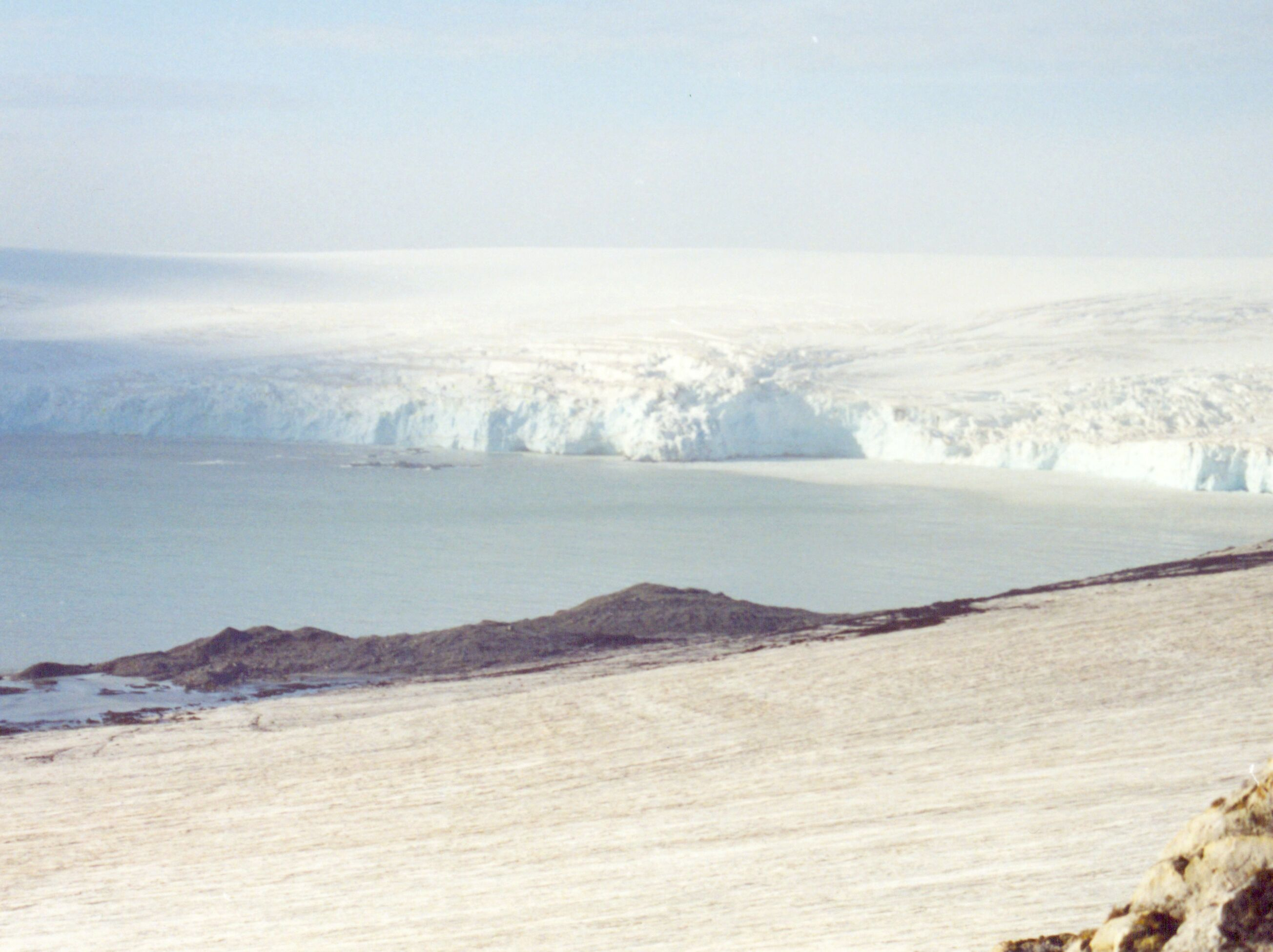

貝洛澤姆山是南極洲的山峰，位於南設得蘭群島的利文斯頓島東部，處於錫內莫雷茨山東北面0.88公里、雷任海穹西南面3.8公里和阿萊科角西南面2.12公里。

## 外部連結
- SCAR Composite Gazetteer of Antarctica（页面存档备份，存于）.